# Miguel Ángel Klee
Miguel Ángel Klee Orellana (Città del Guatemala, 19 febbraio 1977) è un calciatore guatemalteco, portiere del Suchitepéquez.

## Carriera

### Club
Ha giocato fino al 2007 nel Cobán Imperial. Nel 2007 è passato al Deportivo Marquense. Nel 2008 si è trasferito allo Xelajú MC. Nel 2009 ha firmato un contratto con il Suchitepéquez. Nel 2011 è stato acquistato dal Dep. Malacateco. Nel 2016 è passato al Rosario. Nel 2017 si è trasferito al Solola. Nel 2018 è stato acquistato dal Suchitepéquez.

### Nazionale
Ha debuttato in Nazionale il 31 marzo 2004, nell'amichevole El Salvador-Guatemala (0-3). Ha partecipato, con la Nazionale, alla CONCACAF Gold Cup 2005. Ha collezionato in totale, con la maglia della Nazionale, 21 presenze e 26 reti subite.